# Zoe Thorogood
Zoe Thorogood, née le 7 juin 1998, est une autrice de bande dessinée britannique.

## Biographie

### Jeunesse et études
Zoe Thorogood est née le 7 juin 1998 à Bradford en Angleterre,.
Elle étudie les arts du jeu vidéo à l’Université De Montfort à Leicester, en Angleterre, qui l'amène à effectuer un stage en 2017 de création de design concepts à Splash Damage. Elle continue ses études à l'Université Teeside entre 2018 et 2019,.

### Comics
C'est en 2019 que Zoe Thorogood se lance dans le monde des comics en freelance. Le tournant a lieu très rapidement, lorsqu'elle assiste à une convention organisée à Londres par l'éditeur Image Comics. L'éditeur a été immédiatement impressionné par le portfolio de l'artiste, l'amenant à la présenter à d'autres acteurs de l'industrie dont Kieron Gillen. Il voit en elle, le futur des comics. Ce qui a un impact considérable sur la jeune autrice.
Alors qu'elle souffre de problèmes de vues depuis l'âge de 3 ans, elle apprend en 2017 que sa rétine est lentement en train de se déchirer, et qu'à terme, elle pourrait devenir aveugle. Cette expérience personnelle inspire son premier roman graphique, Dans les yeux de Billie Scott (The Impending Blindness of Billie Scott). Il est publié en 2020 chez Avery Hill Publishing. Bien qu'inspirée par son histoire personnelle, le personnage de Billie Scott n'est pas une incarnation de Zoe Thorogood, comme elle l'expliquera dans son deuxième roman graphique.
En plus de son travail personnel, elle commence à travailler pour d'autres auteurs en tant qu'illustratrice. Elle collabore au comics Damnation: Poppy's Inferno, avec Poppy et Ryan Cady au scénario et Amilcar Pinna au dessin. Il sort en décembre 2020 chez Z2. Elle réalise sa première couverture variante pour l'éditeur Image Comics avec le numéro 11 de Crowded, de Christopher Sebela. En 2021, elle illustre le numéro 2 du comics anthologique Haha de W. Maxwell Prince. Ainsi que le comics Rain de Joe Hill.
Elle sort son deuxième roman graphique en 2022 It's Lonely at the Centre of the Earth . Celui-ci est une autobiographie, centrée sur un passage de la vie de l'autrice. A l'origine, cet ouvrage n'est pas destiné à être publié. Elle l'a écrit pendant une période de dépression. Puis finalement, elle se décide à partager quelques planches sur internet. Elle reçoit des messages de lecteurs qui s'identifient à son travail et à son expérience. Elle juge alors que son travail mériterait finalement de devenir un ouvrage à part entière. Forbes le classe dans la catégorie "The Best Graphic Novels of 2022".
En 2023, elle est nommée aux Eisner Awards dans cinq catégories (Meilleure autrice/dessinatrice ; Meilleure peintre ou artiste multimédia ; Meilleure artiste de couverture ; Meilleure biographie ; Meilleure BD adaptée d'une autre médium). Mais elle repartira sans aucune récompense. Elle reçoit tout de même le prix Russ Manning dans la catégorie Most Promising Newcomer Award.
Elle est à l'écriture et au dessin de la mini-série Hack Slash : Back to School, édité chez Image Comics, qui se déroule dans l'univers créé par Tim Seeley. Elle est aussi à l'écriture du comics Life Is Strange: Forget-Me-Not, adapté du jeu vidéo Life is Strange, avec Claudia Leonary au dessin et Andrea Izzo aux couleurs.
En plus de ses travaux dans le secteur des comics indépendants, elle a aussi désigné le personnage de Spider-UK pour l'éditeur Marvel.

## Bibliographique

### Œuvres en anglais

#### Scénario et dessin
- The impending blindness of Billie Scott, Avery Hill Publishing, 2020
- It's Lonely at the Centre of the Earth, Image Comics, 2022
- Creepshow Vol.2 #3 (OF 5), Image Comics, 2023
- Hack Slash: Back To School, Image Comics, 2023

#### Dessin
- Poppy's Inferno (scénario de Poppy et Ryan Cady, dessin de Amilcar Pinna et Zoe Thorogood), Z2, 2020
- HAHA #2 (scénario de W. Maxwell Prince), Image Comics, 2021
- Rain (scénario de Joe Hill), Image Comics, 2022

#### Scénario
- Life Is Strange: Forget-Me-Not (dessin de Claudia Leonary, couleurs d'Andrea Izzo), Titan Comics, 2023

#### Couverture

##### Boom! Studios
- Eve #5 Variant Cover (scénario de Victor Lavalle, dessin de Jo Mi-Gyeong

##### Dark Horse
- Overwatch: Tracer-London Calling #3 Variant Cover (scénario de Mariko Tamaki, dessin de Babs Tarr), Dark Horse, 2021

##### Image Comics
- Crowded #11 Cover B (scénario de Christopher Sebela, dessin de Triona Farrell, Ro Stein & Ted Brandt), Image Comics, 2020
- The Department Of Truth #9 (scénario de James Tynion IV, dessin de Martin Simmonds), Image Comics, 2021
- Home Sick Pilots #7 Cover B (scénario de Dan Watters, dessin de Caspar Wijngaard), Image Comics, 2021
- Ice Cream Man #25 Cover B (scénario de (scénario de W. Maxwell Prince, dessin de Chris O’Halloran & Martín Morazzo), Image Comics, 2021
- What's The Furthest Place From Here? Cover B (scénario de Matthew Rosenberg, dessin de Tyler Boss), Image Comics, 2023

### Œuvres traduites en français

#### Scénario et dessin
- Dans les yeux de Billie Scott, Bubble Editions, 2022
- It's Lonely at the Centre of the Earth, HiComics, 2024
- Hack/Slash : Back to school, HiComics, 2024

#### Dessin
- Rain (scénario de Joe Hill), HiComics, 2023
- L'Enfer selon Poppy (scénario de Poppy et Ryan Cady), Bluman, 2025